# Ivan Milutinović
Ivan Milutinović (apelido Milutin; em sérvio:  Иван Милутиновић; 27 de setembro de 1901 – 23 de outubro de 1944) foi um general partidário iugoslavo e um eminente comandante militar que participou da Segunda Guerra Mundial.

## Antes da guerra
Em outubro de 1940, durante a Quinta Conferência Terrestre do Partido Comunista da Iugoslávia realizada em Zagreb, Milutinović foi eleito membro do Politburo.  Nesta conferência, Tito formulou a estratégia esquerdista do PCJ centrada numa tomada revolucionária do poder no país, a fim de organizar uma organização administrativa de estilo soviético na Jugoslávia.    Além de Milovan Đilas e Boris Kidrič, Milutinović se tornaria um dos principais proponentes da política de erros esquerdistas seguida durante a Segunda Guerra Mundial. 

## Segunda Guerra Mundial
Em 27 de junho de 1941, Milutinović foi eleito membro do Estado-Maior Supremo das Unidades Partidárias de Libertação Nacional da Iugoslávia.  Durante a Revolta em Montenegro, o comandante do Chetnik, Bajo Stanišić, queria negociar com os guerrilheiros, mas Ivan Milutinović, como comandante das forças guerrilheiras em Montenegro, recusou-se a responder à proposta de Stanišić.  Milutinović teve inúmeras polêmicas exaustivas com Terence Atherton em tentativas fúteis de convencê-lo a mudar sua visão positiva sobre o líder dos Chetniks, Draža Mihailović. 

## Morte
Ivan Milutinović morreu em 23 de outubro de 1944, quando um pequeno barco que o transportava para Belgrado atingiu uma mina naval no Danúbio. Ele foi condecorado com a Ordem do Herói do Povo. 

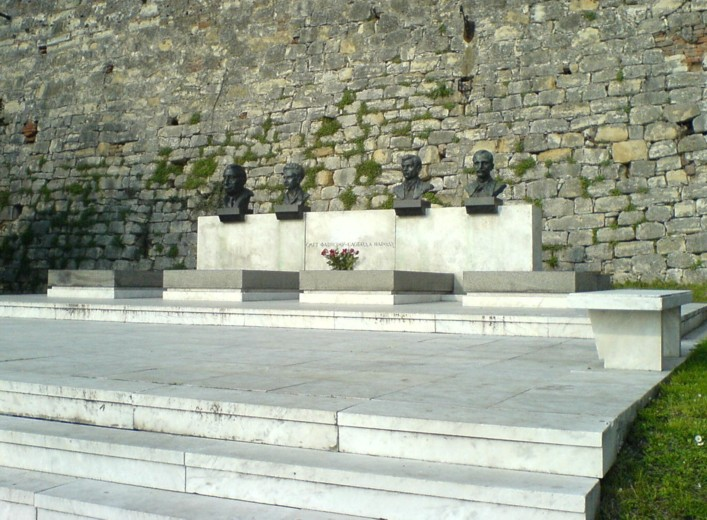
Tumba dos heróis do povo

Os restos mortais de Ivan Milutinović foram enterrados na Tumba dos Heróis do Povo em Belgrado, República da Sérvia.

## Legado
De 1949 a 1992, Berane foi nomeado como Ivangrad (em sérvio:  Иванград) em homenagem a Milutinović. Até 2006, a Praça da República em Podgorica era conhecida como Praça Ivan Milutinović. A empresa líder em hidrovias na ex-Iugoslávia e hoje na Sérvia é a PIM Ivan Milutinović.  Muitas escolas na RSFI levam o nome de Milutinović. Algumas escolas na Sérvia e Montenegro ainda possuem.